# Austfirðingar
Austfirðingar (Austfirdhingar) fue un clan familiar de Austfirðir, en la costa oriental de Islandia que adquirieron cierta relevancia entre los siglos XI y XII. A partir de 1264 el clan tuvo más protagonismo en la consolidación y crecimiento de la región de Austurland.